# Lake Havasu City
Lake Havasu City es una ciudad ubicada en el condado de Mohave, al oeste del estado estadounidense de Arizona. En el censo de 2010 tenía una población de 52 527 habs. y una densidad poblacional de 456 hab/km². Se encuentra sobre la orilla derecha del río Colorado, que la separa del estado de California.

## Geografía
Lake Havasu City se encuentra ubicada en las coordenadas 34°30′6″N 114°18′54″O / 34.50167, -114.31500. Según la Oficina del Censo de los Estados Unidos, Lake Havasu City tiene una superficie total de 115,21 km², de la cual 115,09 km² corresponden a tierra firme y (0,1%) 0,12 km² es agua.

## Demografía
Según el censo de 2010, había 52.527 personas residiendo en Lake Havasu City. La densidad de población era de 455,94 hab./km². De los 52.527 habitantes, Lake Havasu City estaba compuesto por el 90,12% blancos, el 0,69% eran afroamericanos, el 1,04% eran amerindios, el 0,96% eran asiáticos, el 0,13% eran isleños del Pacífico, el 4,73% eran de otras razas y el 2,34% pertenecían a dos o más razas. Del total de la población el 12,1% eran hispanos o latinos de cualquier raza.

## Atractivos

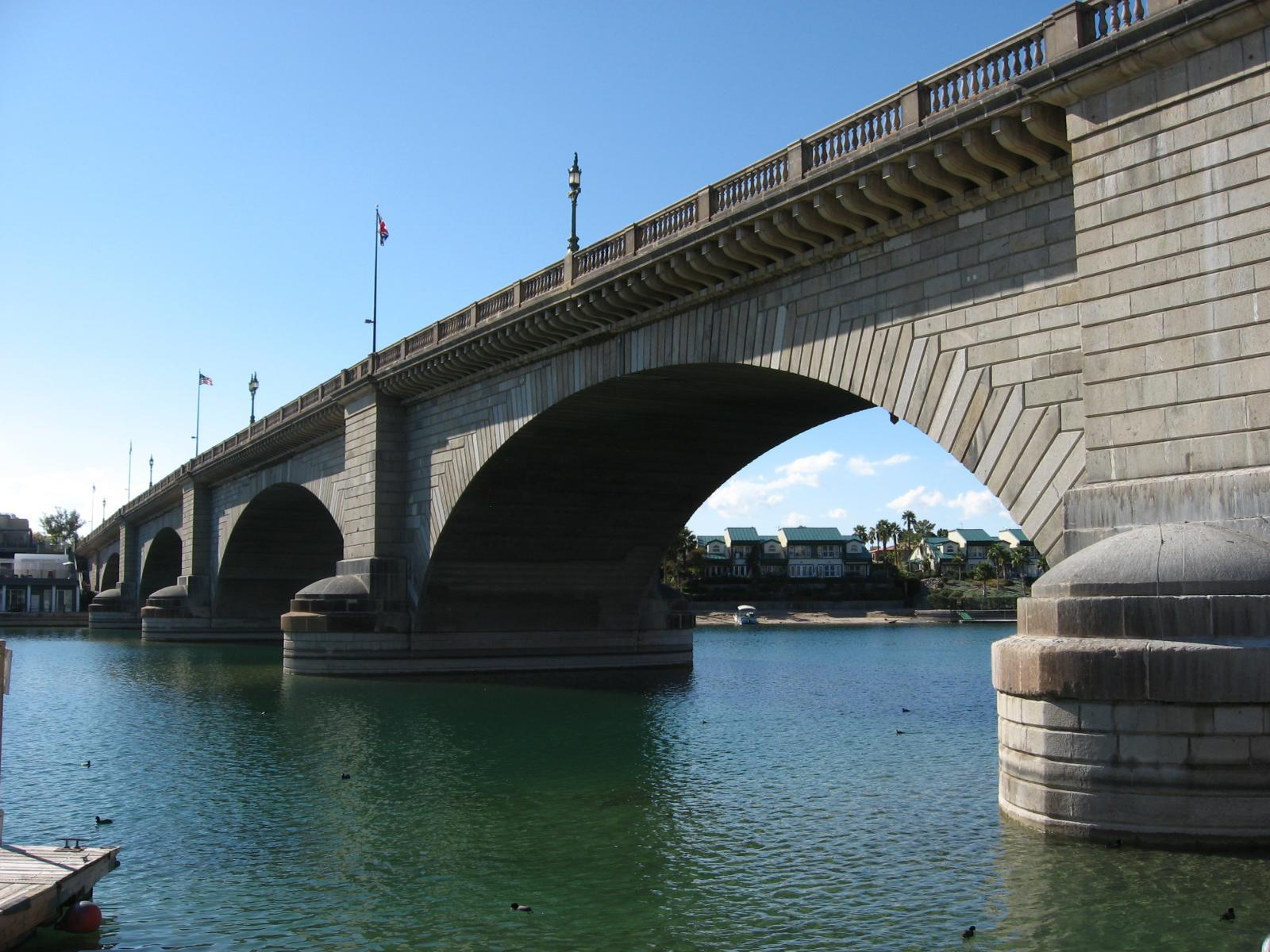
Puente de Londres, Lake Havasu City, Arizona.

Un inusual atractivo lo constituye el Puente de Londres. Originalmente se alzaba en Londres, sobre el río Támesis; en 1968 fue vendido al millonario Robert P. McCulloch y transportado pieza por pieza hasta Lake Havasu City. Después del Gran Cañón, es el atractivo turístico que más visitantes reúne en Arizona.